# Olaf Amundsen

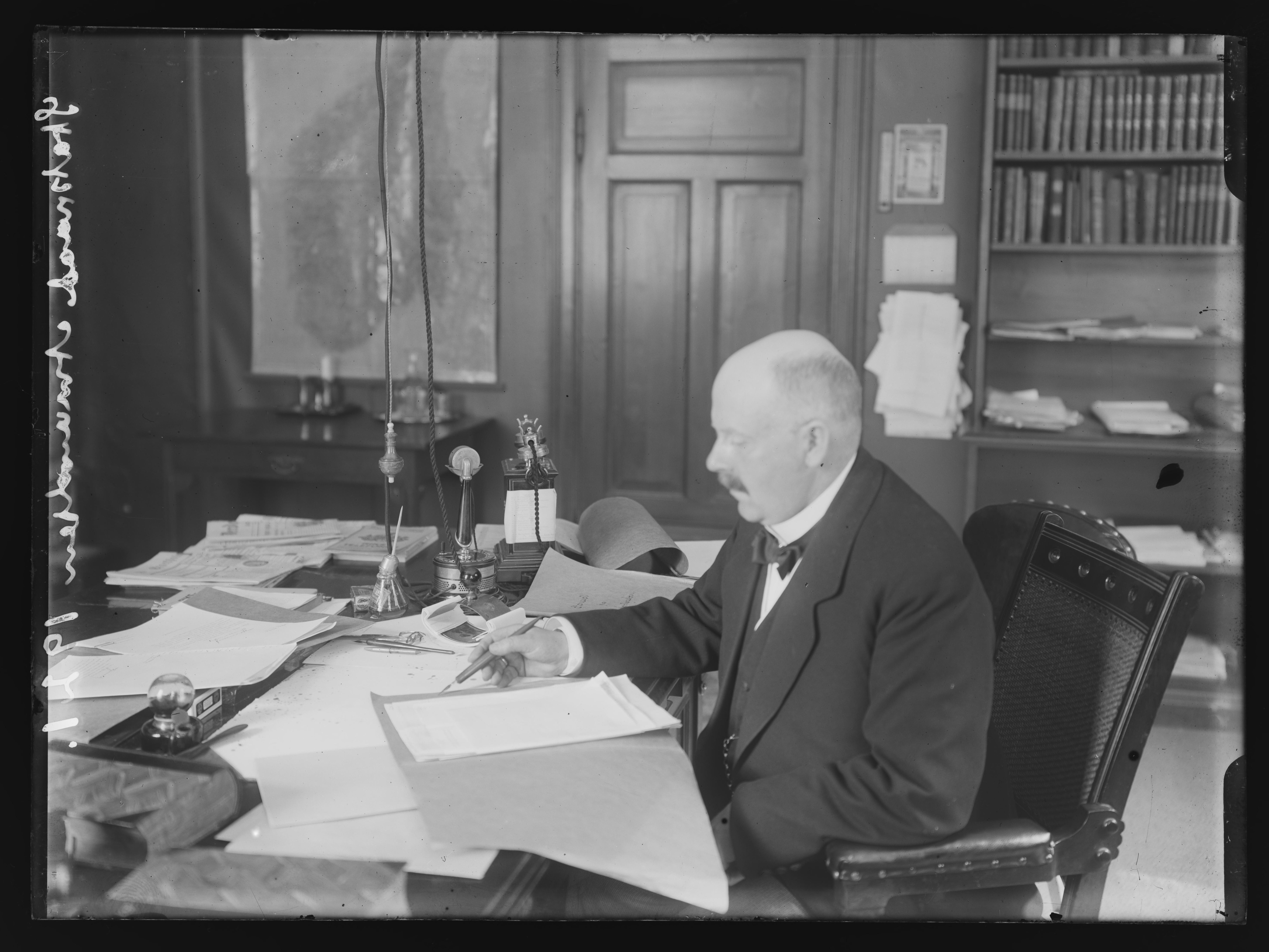

Olaf Amundsen, född 13 maj 1876 i Tromsø, död 12 december 1939 i Bodø, var en norsk jurist och politiker.

## Biografi
Amundsen blev juris kandidat 1898, overretssagfører 1900, var under många år praktiserande advokat i Bodø och blev 1918 sorenskriver i Fosen, Sør-Trøndelag fylke. Han invaldes 1909, 1912 och 1915 till Stortinget för Søndre Salten, tillhörde i där först Frisinnede Venstre, senare Venstre och var under tiden juni 1921 till den 4 augusti 1922 justitieminister i Otto Blehrs ministär samt utnämndes därefter till fylkesman i Nordland fylke. 